# Nagrota Bagwan
Nagrota Bagwan is een nagar panchayat (plaats) in het district Kangra van de Indiase staat Himachal Pradesh. 

## Demografie
Volgens de Indiase volkstelling van 2001 wonen er 5.655 mensen in Nagrota Bagwan, waarvan 51% mannelijk en 49% vrouwelijk is. De plaats heeft een alfabetiseringsgraad van 79%. 